# Ga Phú Thọ
Ga Phú Thọ là một nhà ga xe lửa tại phường Phong Châu, tỉnh Phú Thọ. Nhà ga là một điểm của đường sắt Hà Nội - Lào Cai và nối với ga Tiên Kiên với ga Chí Chủ.
| Ga trước Tiên Kiên | Đường sắt Việt Nam Đường sắt Hà Nội - Lào Cai | Ga sau Chí Chủ |